# Гордіївка (Гайсинський район)
Горді́ївка — село в Україні, у Тростянецькій селищній громаді Гайсинського району Вінницької області. Розташоване за 8 км від залізничної станції Тростянець-Подільський. Населення становить 1416 осіб.

## Історія
У давнину на території великого горба, що має форму усіченої сідловини, оточеного на південь річкою Буртою, а на північний схід глибокими яругами (за 40—50 метрів на північний схід від третьої сотні села Гордіївки) стояло велике укрупнене городище «Арарат». Високі земляні вали з дерев'яною огорожею в кілька рядів з баштами для гармат захищали населення городища від наскоків войовничих племен, які густо населяли південь України. Городище «Арарат» дощенту зруйноване в 1334 році військом князя Ольгарда Литовського.
Приблизно наприкінці XIV століття на місці, де зараз у селі розташовані адмінприміщення і школа, з'явились невідомі поселенці й почали будувати оселі понад ставом і річкою Буртою на рівній площині, оточеній з усіх боків природніми укріпленнями: скелястими урвищами, водою, непрохідними очеретами і болотами. Істотно відомо лише те, що предки гордівчан були під владою литовських князів, бо як видно з літописів 1386 року територія колишнього Ольгопільського повіту входила до складу володінь Литовського князівства.
Збереглися два перекази про саме походження назви села «Гордіївка». Кажуть, що перші переселенці, знаючи про існування городища «Арарат», назвали місце свого житла спочатку «Городищем», а потім «Городовим», а ще пізніше — «Гордіївкою». Є легенда і про те, що першим поселився тут якийсь козак Гордій, по прізвищу «Шпак». Поблизу цього поселення проходила стародавня військово-транзитна дорога, яка йшла з Тульчина в бік Одеси. Цією дорогою користувались чумаки, які їздили нею в Одесу по сіль. Одному з чумаків сподобалась ця місцевість, де зараз село Гордіївка. Цього чумака звали Гордій, а прізвище його було «Шпак». Він поселився біля цієї військової дороги. Через деякий час поблизу нього стали селитися й інші люди. І це невелике поселення вони назвали Гордіївкою, а головну вулицю, яка проходила через їхнє село, було названо «Шпаків шлях».
На початку XVІ століття Гордіївка вже нараховувала до 100 господарств і мала величезні масиви незайманої землі, більше 150 гектарів водяної площі й біля 100 гектарів левадів та очеретів. Вся теперішня низовина, що тягнеться від млина аж до Мазурових левадів, а також там, де зараз Гордіївські левади, що тягнуться до села Велика Стратіївка, була під водою й очеретами, глибина ж в окремих місцях тут сягала 8 метрів. Навколо села були великі ліси: «Черемошне», «Миндерів», «Калітич», «Дубки».
В історичних джерелах вказується, що 1629 року татари зруйнували містечко Гордіївку. В середині XVIІ століття село мало біля 300 дворів. Як видно з літописів, між селом Четвертинівкою (тодішня назва села — містечко Батог) і Гордіївкою між військом Богдана Хмельницького і польським військом коронного гетьмана Мартина Калиновського у 1652 році відбулася Батозька битва. Калиновський у цьому побоїщі втратив біля 20000 жовнірів, які поховані у великих курганах, що височаться по дорозі з села Четвертинівки до села Баланівки і до села Соболівки.
В 1780 році земля села перейшла у володіння графа Сабанського, який в цьому ж році збудував фільварок (на місці, де зараз подвір'я колишнього колгоспу «Дружба»).
В центрі села була церква. Перша церква була дерев'яною і побудована в 1775 році. В 1814 році вона згоріла. На цьому ж місті протягом 1820—1832 років на кошти селян збудували нову кам'яну церкву. В 1858 році збудована кам'яна дзвіниця. В 1861 році біля церкви було побудоване приміщення церковно-парафіяльної двохрічної школи, в якій вчителював дяк. Йому платили 3 карбованці на місяць. Навчав він слов'янського письма і молитов.
У травні 1861 року селяни виступили проти селянської реформи. Для придушення цього виступу прибули війська. В 1880 році село на недовгий час стало волосним центром. Станом на 1885 рік у колишньому власницькому селі Бершадської волості Ольгопільського повіту Подільської губернії мешкало 1650 осіб, налічувалось 209 дворових господарств, існували православна церква, постоялий двір, 2 водяних млини. На початку 1900-х років переважна більшість господарств села мала не більше як по 1,5 десятин землі.
Під час революції 1905—1907 років в селі відбувалися заворушення. В 1910 році в селі збудовано шкільне приміщення земської 4-х річної однокласної школи, яка в 1911 році розпочала свою діяльність.

### Радянська доба
Після Жовтневої революції 1917 року старосту села і всіх інших царських урядовців скинули, влада перейшла в селі до рук революційного комітету. Управитель панської економії втік. Тоді ж із села Тростянчика приходили деякі люди розграбувати економію. Але громадськість села на чолі з Мазуром К., Петришиним М. М., Сандулом Я. І., Довгань Л. не допустили розграбування бувшої економії, і вона стала громадським майном села. Всі будівлі пана Сабанського і земля були віддані селянам. Для захисту інтересів селян-бідняків був створений комітет незаможних селян. Навесні 1918 року селяни почали ділити панську землю, якої було у нього в межах села до 700 гектарів. Розподіл землі проводився з розрахунку 0,5 гектара на кожного члена сім'ї селянина. З цією метою були обрані землеміри. Приватні корчми, лавочки були закриті, а комнезам організував кооператив, який кооперував селян необхідними сільськогосподарськими знаряддями і товарами. Першим працівником кооперативу був Мазур С.. Партійна організація заснована 1921 року.
В 1929 році на місці бувшої економії був створений колгосп «3-й вирішальний», в який у листопаді об'єдналися спочатку 35 одноосібників. Його головою був двадцятип'ятитисячник — робітник з Донбасу Воробйов. Рішенням зборів колгоспників було проведено і «розкуркулювання». В «куркулів» було забрано майно, яке розподілили між бідняками, а також сільськогосподарський інвентар, який був переданий в колгосп. В колгоспі спочатку було всього 14 коней, декілька плугів та декілька жаток. В 1932 році в колгоспі працювало вже 2 трактори «Фордзони», трактористами яких були Палій Ісак Арсеньович, Кучер Яків Павлович, Мазур Яків Микитович, а з 1934 року Дяченко Федір Харлампійович, Мазур Дмитро Сергійович, Довгань Андрій Гаврилович і Западнюк Федір Пилипович. В 1934 році колгосп «3-й вирішальний» об'єднував більше 300 одноосібних господарств. З вступом в колгосп решти одноосібних господарств в січні 1934 року було утворено другий колгосп, який мав назву «1-го Травня». В 1935—1936 роках побудовано магазин, склад-магазин для зерна, ферми для худоби. Працювала початкова школа. В 1938 році були колективізовані всі 540 господарств села.
Під час німецько-радянської війни з липня 1941 року по березень 1944 року село було окуповане румунськими військами. Колгоспне господарство було зруйноване і занедбане. Пвсля відвоювання села радянськими військами почалася відбудова колгоспу. В 1950 році два колгоспи села об'єднались в одне господарство — колгосп «1 Травня», який володів 2333 гектарами орної землі. У 1959 році три колгоспи: колгосп «1 Травня» — села Гордіївки, колгосп імені Кірова — села Великої Стратіївки та колгосп імені Сталіна села Митківки об'єднаналися в один під назвою «Дружба». Головою колгоспу призначено Ревегу Павла Даниловича. Центральною садибою стало село Гордіївка. Тут незабаром було збудовано два нові чотирирядні корівники. В 1961 році закінчено будівництво нового будинку культури на 250 місць. У 1963 році побудовано дитячий садок.
У 1969 році головою колгоспу було призначено Бойцуна Петра Арсенійовича. З його ініціативи у Гордіївці в 1971 році було збудовано свиновідгодівельний комплекс на 6 тисяч голів свиней. Був розвалений мур старого фільварку пана Сабанського, на місця якого збудували новий двоповерховий будинок, де розмістилися контора колгоспу, сільська рада, поштове відділення. На той час за колгоспом було закріплено 4587 га землі, в тому числі 3637 га орної. Бригадира тракторної бригади В. П. Ковтуна було нагороджено орденом Леніна. Працювали восьмирічна школа, бібліотека, медичний пункт. Видавалася багатотиражна газета «Колгоспне життя». Партійна організація налічувала 65 членів, у комсомольська — 116.
В лютому 1981 року був обраний на посаду голови правління колгоспу «Дружба» Жмудь Олексій Віталійович. Для розбудови господарства було збудовано цегельний завод потужністю 5 мільйонів цегли на рік. Потім завод з виготовлення залізобетонних виробів. Закуплено обладнання і збудовано цех по переробці молока. На фермі великої рогатої худоби виведене нове високопродуктивне стадо корів. Надої молока значно підвищилися. Неподалік від фермерських приміщень розмістився автомобільний парк. Пізніше було збудовано мінім'ясокомбінат, де запрацював ковбасний цех та інші цехи з виготовлення копченостей. При м'ясокомбінаті зведено консервний цех.
На правому березі Південного Бугу за пів кілометра від села знайдено могильник епохи бронзи. Дослідження на могильнику протягом 1986—1989 років проводилося працівниками Вінницького обласного краєзнавчого музею та комплексною експедицією Інституту археології Національної академії наук. Розкопками зафіксовано понад 40 курганів ранньої і пізньої бронзи, які і складали єдиний могильник.

### Роки незалежності
Колгосп «Дружба» в 1998 році отримав статус «Племзаводу», а в 2000 році — агрокооперативу приватних пайовиків (АКПП) Племзавод «Дружба». У 2008 році частина пайовиків приєдналися до підприємства ЗАТ « Зернопродукт» МХП, утворивши Гордіївську філію, а частина пайовиків на основі своїх паїв створили ТОВ «Відродження С». У 2020 році Гордіївську філію ПрАТ «Зернопродукт МХП» ліквідовано та приєднано до Бершадської філії ПрАТ «Зернопродукт МХП».
12 червня 2020 року, відповідно розпорядження Кабінету Міністрів України № 707-р «Про визначення адміністративних центрів та затвердження територій територіальних громад Вінницької області», село увійшло до складу Тростянецької селищної громади.
19 липня 2020 року, в результаті адміністративно-територіальної реформи і ліквідації Тростянецького району, село увійшло до складу Гайсинського району.

## Населення

### Мова
Розподіл населення за рідною мовою за даними перепису 2001 року:
| Мова       | Кількість | Відсоток |
| ---------- | --------- | -------- |
| українська | 1388      | 98.02%   |
| російська  | 25        | 1.77%    |
| білоруська | 1         | 0.07%    |
| гагаузька  | 1         | 0.07%    |
| румунська  | 1         | 0.07%    |
| Усього     | 1416      | 100%     |